# Список персонажей серии Kirby
Список персонажей серии видеоигр Kirby, разрабатываемых HAL Laboratory и издаваемых Nintendo. В списке отсутствуют враги, встречающиеся в играх (кроме финальных боссов) и второстепенные персонажи аниме.

## Главные персонажи
| Имя на русском | Имя на японском                      | Имя на английском  | Вид                  | Пол | Первое появление          |
| --- | ------------------------------------ | ------------------ | -------------------- | --- | ------------------------- |
| Кирби | カービィ Ка: би:                     | Kirby              | Сферическое существо | М   | Kirby's Dream Land (1992) |
| Кирби (или Кёрби) — розовое сферическое существо, которое является главным героем одноимённых видеоигр компании HAL Laboratory. Кирби появился более в чём 20 играх, начиная с 1992 года, с его участием было снято аниме. Продано более 33 миллионов копий игр серии Kirby по всему миру. Основная часть игр — платформеры. Как правило Кирби сражается со злодеями, угрожающими Стране Снов (англ. Dream Land) (プププランド Пупупурандо Страна ПуПуПу) на планете Поп Звезда (англ. Pop Star), чаще всего это жадный Король Дидиди или таинственный Мета Рыцарь. Основными способностями Кирби в играх являются бег, ходьба, прыжки, плавание, вдыхание, выплёвывание или проглатывание врагов. После Kirby's Dream Land, Кирби получил возможность использовать способности врагов. Он может плеваться водой, если в неё погружён. Кирби озвучивает Макико Омото. |                                      |                    |                      |     |                           |
| |                                      |                    |                      |     |                           |
| Король Дидиди | デデデ大王 Дэдэдэ Дайо               | King Dedede        | Пингвин              | М   | Kirby's Dream Land (1992) |
| Король Дидиди — первостепенный противник и основной враг Кирби, хотя временами он лишь анти-герой. Он — крупное пингвиноподобное существо, являющееся монархом Страны Снов. Он вооружён деревянным молотом и, как правило, эгоистичен. Его эгоизм становится причиной бед, от которых страдают жители Страны Снов. Несмотря на всё это он может проявлять заботу в вопросах защиты своей страны. Так, он может объединится с Кирби чтобы противостоять общему врагу. Этот мотив повторяется из игры в игру и вызывает предположение, что Король Дидиди выполнил действия, которые по существу доброжелательны, такие как запечатывание Кошмара в жезл в Kirby's Adventure которое ошибочно принято за злонамеренное. Дидиди часто в весёлой манере гладит живот и имеет большую часть способностей, которые есть у Кирби, в частности он умеет вдыхать в себя объекты и выплёвывать их обратно или вбирать в себя воздух и летать. В мини игре Реванш Короля в Kirby Super Star Ultra появляется усовершенствованная версия — Дидиди в Маске (マ ス ド デ デ デ デ Масукидо Дэдэдэ). Он носит боевую маску и обладает гигантским механическим молотом, наполненным арсеналом оружия. Он снова появляется в игре Kirby: Triple Deluxe, в результате зомбирования Дидиди Таранзой. Также он выступает в качестве финального удара Дидиди в игре Super Smash Bros. Ultimate. |                                      |                    |                      |     |                           |
| |                                      |                    |                      |     |                           |
| Мета Рыцарь | メタナイト Мэта Найто                | Meta Knight        | Сферическое существо | М   | Kirby's Adventure (1993)  |
| Мета Рыцарь — загадочный персонаж — антигерой, которого часто называют соперником Кирби, хотя зачастую он борется с ним по другим причинам и приходит вместе с ним к одной и той же цели. Существуют предположения насчёт того, связаны ли они между собой. Он всегда носит бело-серебряную маску, а под ней он внешне выглядит как Кирби, только синего цвета и с ярко-желтыми глазами. Мета Рыцарь одет в тёмно-синий плащ, который может превращаться в крылья и вооружён специальным мечом — Галаксия (англ. Galaxia) (хотя в Kirby & the Amazing Mirror он использует Мастер Меч (англ. Master Sword). Мета Рыцарь следует кодексу чести и обычно даёт Кирби меч, чтобы оставаться справедливым. Он впервые появляется в игре Kirby's Adventure в 1993 году, где он сражается с Кирби, чтобы не дать забрать ему кусок Звёздного Жезла (англ. Star Rod) из рук Кошмара. Мета Рыцаря озвучивает Ацуси Кисаити в Японии, Эрик Стюарт в английском дубляже аниме и Эрик Ньюсом в английском дубляже серии игр Super Smash Bros.. |                                      |                    |                      |     |                           |
| |                                      |                    |                      |     |                           |
| Бандана Уоддл Ди | バンダナワドルディ Банданавадорудэぃ | Bandana Waddle Dee | Сферическое существо | М   | Kirby Super Star (1996)   |
| Бандана Уоддл Ди (или Бандана Ди для краткости) — Уоддл Ди, носящий голубую бандану и вооружённый копьём. Он впервые появился в игре Kirby Super Star как враг в мини игре Мегатонный Удар. В ремейке Kirby Super Star Ultra он появляется в мини игре «Реванш Короля» в качестве миньона Короля ДиДиДи. Бандана Уоддл Ди также появляется в режиме «Арена» в Kirby Super Star (как обычный Уоддл Ди) в качестве шуточного босса, эта шутка повторится в аналогичном режиме Kirby Super Star Ultra. Начиная с Kirby's Return to Dream Land, Бандана Уоддл Ди превратился в полноценного главного героя и союзника Кирби, а также одного из четырёх играбельных персонажей игры. Он также помогает Кирби в Kirby: Triple Deluxe и Kirby: Planet Robobot, предоставляя ему предметы. Он также появляется в качестве играбельного персонажа в Kirby Star Allies и Kirby and the Forgotten Land. В спин-оффах серии Бандана Уоддл Ди появляется как играбельный персонаж в Kirby and the Rainbow Curse и как союзник под управлением компьютера в одиночном режиме Kirby Battle Royale (используя зонт вместо копья). Он возвращается в игре Kirby Fighters 2 в качестве одного из начальных играбельных персонажей игры, используя в качестве оружия копьё как и в Star Allies. Подразумевается, что композиция "The Apple Juice Song" (специальная аранжировка композицияApple Scramble из Kirby Battle Royale, игры, созданной к 25-летию серии) исполняется Банданой Уоддл Ди. Приблизительный перевод песни показывает, что он поёт о том, что должен стать сильнее, чтобы сравняться с Кирби по силе и мастерству (либо из-за поражения от его рук в режиме "Месть Короля", либо просто из восхищения им). |                                      |                    |                      |     |                           |

## Главные злодеи
| Имя на русском | Имя на японском                                  | Имя на английском  | Вид                   | Пол      | Первое появление                    |
| --- | ------------------------------------------------ | ------------------ | --------------------- | -------- | ----------------------------------- |
| Кошмар | ナイトメア Найтомэа                              | Nighmare           | Демон                 | М        | Kirby's Adventure (1993)            |
| Кошмар, также известный как Замаскированный Кошмар (англ. Cloaked Nightmare) — основной антагонист и главный босс в игре Kirby's Adventure и ремейке Kirby: Nightmare in Dream Land. После того как Кошмар в Фонтан Снов, Король Дидиди разбивает Звёздный Жезл на семь частей и отдает их своим союзникам, не позволяя Кошмару распространять дурные сны. Кирби, не зная об этом, находит части и соединяет их. Кошмар высвобождается, но Кирби в итоге использует жезл, чтобы победить его сначала в форме звёздного шара, а впоследствии в форме вампироподобного существа одетым в похожий на торнадо плащ. Кошмар также является главным врагом в аниме Kirby: Right Back at Ya!. Он представлен как Компания Святого Кошмара (англ. Holy Nightmare Company) (ホーリーナイトメア社 Хоури: Найтомэа-ся, Предприятие Кошмара (англ. Nightmare Enterprises) (в американском дубляже)). Изображённый как более угрожающая персона (у него острые зубы), чем в игре, он контролирует большую часть вселенной с начальных серий. Он использует свою способность создавать бесконечное количество существ, известных как демонические звери (англ. Demon beasts) для завоевания цивилизации. Он также продаёт их ничего не подозревающим клиентам (как Дидиди) для получения прибыли через транспортную сеть. Его главные соперники - Звездные Воины и Галактическая Солдатская Армия, но они были уничтожены ещё до начала сериала. Он - воплощение страха и страданий, поэтому стремится принести людям ещё больше боли, чтобы увеличить свою силу, и будет существовать до тех пор, пока люди хранят страх в своих сердцах. В финале он был уничтожен Кирби с помощью Звездного Жезла. Кошмар озвучен Бандзё Дзинга в японской версии и Эндрю Рэннелсом в американском дубляже. Он также появляется в Super Smash Bros. для Nintendo 3DS и Wii U в качестве трофея — помощника. Его озвучил Хисао Эгава. Аналог Кошмара из другого измерения, известный как Другой Кошмар (англ. Another Nightmare), появляется в качестве главного антагониста в игре Super Kirby Clash. Другой Кошмар снова озвучен Бандзё Дзинга. |                                                  |                    |                       |          |                                     |
| Тёмная Материя | ダークマター Да: кумата:                         | Dark Matter        | Сущность              | М        | Kirby's Dream Land 2 (1992)         |
| Тёмная Материя — существо, представленное в виде чёрной сферы с одним красным глазом, тело которой покрыто оранжевыми пятнами, которое Материя использует для полёта. Материя изображается как персонаж, известным в японском языке как чёрное облако. Это сила отрицательной энергии, которая живет в одиночестве и первоначально она атаковала планету Поп Звезда из ревности к жителям Страны Снов и собиралась создать на её месте тёмное царство, где никто не может быть счастлив. Темная Материя может брать под контроль других существ. Тёмная Материя дебютирует в игре Kirby's Dream Land 2 и берёт под контроль Короля Дидиди. Радужные Капли извлекают её и показывают виде существа в маске и одеянии, вооружённым магическим мечом. После поражения оно принимает форму сферы и сталкивается с Кирби. В игре Kirby's Dream Land 3 в небе Поп Звезды появляется огромное облако Темной Материи и захватывает многих его обитателей. Помогая различным нуждающимся существам, Кирби в конце концов получает Жезл Любовь-Любовь(англ. Love-Love Stick) и прилетает в центр облака, известный как Гиперзона, и снова побеждает Темную Материю. После первого этапа Кирби сталкивается с лидером Темной Материи, огромным белым существом с единственным красным глазом, известным как Ноль. Тёмная Материя возвращается в игре Kirby 64: The Crystal Shards, где он вторгаются на планету Пульсирующая Звезда с целью заполучения Кристалла. Когда Кристалл разбивается, Кирби отправляется собирать его по кусочкам на пяти других планетах, прежде чем столкнуться с существом из Темной Материи под названием Чудо Материя. Его поражение отгоняет Тёмную Материю от Пульсирующей Звезды, но Кристалл обнаруживает и изгоняет другую Тёмную Материю из Королевы Фей, которая отправляется на формирование новой планеты. В ядре этого последнего мира находится Ноль Два, предположительно преемник Ноля или его реинкарнированная версия. Это ангельская форма Ноля с нимбом, пластырем (подтверждающим, что глазной панцирь Ноля из Dream Land 3 был его последним усилием и фактически повредил его в процессе), сегментированными крыльями и зеленым шипастым хвостом. Тёмная Материя имеет камео в Kirby: Squeak Squad, Kirby Super Star Ultra, Kirby Star Allies (финальная форма Окончательной Пустоты) и Kirby Mass Attack. Тёмная Материя - мечник из Kirby's Dream Land 2 появляется в качестве дополнительного босса в Kirby: Planet Robobot. Он был создан из неизвестного источника суперкомпьютером Звёздный Сон; однако отмечается, что Звёздный Сон не смог полностью воспроизвести силы Тёмной Материи, так как он не может превратиться в свою вторую форму (хотя он все еще может использовать силы своей второй формы, когда у него остаётся половина здоровья). |                                                  |                    |                       |          |                                     |
| Маркс | マルク Маруку                                    | Marx               | Сферическое существо  | М        | Kirby Super Star (1996)             |
| Маркс — антагонист и финальный босс мини игры «Milky Way Wishes» в игре Kirby Super Star и её ремейке. В игре он похож внешне на Кирби — круглое существо лавандового цвета, не имеющее рук, носящее шляпу шута, галстук-бабочку и коричневые ботинки. В начале локации Маркса можно увидеть подпрыгивавшем на большом полосатом шаре. Он пошёл на хитрость, столкнув Солнце и Луну, чтобы обмануть Кирби и послать на гигантскую комету — часы Нова (англ. Nova) в конце галактики. Затем он предупреждает Кирби об этой «катастрофе», отправляя его на приключение по Млечным Путям Желаний. После появления Новы, Маркс появляется из ниоткуда, отталкивает Кирбм и загадывает желание - он хочет контролировать Поп Звезду. Нова устанавливает себя на встречных курсах к Поп Звезде. Маркс превращается в свою Истинную Форму, обрастая клыками, странными жёлтыми крыльями, которые выглядят как две длинные руки с когтями, с сердцами на концах и крючками прорастающими из сердец. Кирби проникает в Часы и отключает их сердце, а затем убивает Макса, уничтожая его трупом Часы Нова. В Kirby Super Star Ultra осколки часов сливаются с мёртвым телом Маркса и возрождают его в виде Души Маркса, финального босса режима "Настоящая Арена" с новым дизайном и улучшенными атаками. Маркс имеет камео в играх Kirby: Squeak Squad (разблокируемое изображение), Kirby Mass Attack (босс в мини игре "Kirby Brawlball") и Kirby's Return to Dream Land(в аудитории, где Кирби вместе с командой исполняет танцевальный номер - катсцена появляется при прохождении игры на 100%. Имея способность Камень Кирби может превратиться в Маркса на полосатом мяче). В Super Smash Bros. Brawl использована музыка, которая звучит во время сражения Кирби с Марксом, она воспроизводится на локации «Алебарда». Финальный босс Табуу (англ. Tabuu) из данной игры имеет механики, схожие с Марком (оба босса созданы Масахиро Сакураи Эта же музыка используется в игре Kirby Star Allies во время борьбы с финальным боссом в режиме Guest Star??? Star Allies Go! при игре за Маркса. Доступен в игре Kirby Star Allies в качестве играбельного персонажа (в рамках DLC). Выступает в качестве финального босса в Super Smash Bros. Ultimate, в классических режимах для Кирби, Инклинга (англ. Inkling) (серия игр Splatoon), Розалины и Лумы (англ. Rosalina and Luma) (игра Super Mario Galaxy) и Сефирота (англ. Sephiroth) (игра Final Fantasy VII) Вышеуказанные персонажи фигурируют в одиночном моде под названием World of Light. |                                                  |                    |                       |          |                                     |
| |                                                  |                    |                       |          |                                     |
| Маголор | マホロア Махороа                                 | Magolor            | Инопланетянин         | М        | Kirby's Return to Dream Land (2011) |
| Маголор — главный антагонист в игре Kirby's Return to Dream Land. Он появляется в игре на первый взгляд как дружественный персонаж. Маголор путешествует по Стране Снов на межпространственном корабле под названием Лор Звёздный Резак (англ. Lor Starcutter). Когда корабль терпит крушение в землях Страны Снов, Кирби, Король Дидиди, Мета Рыцарь и Уоддл Ди (англ. Waddle Dee) предложили ему восстановить Лор Звёздный Резак, чтобы он смог вернуться в страну, известную как Халкандра (англ. Halcandra) — и в награду за их усилия, Маголор привозит группу именно в эту страну для посещения. Когда группа прибывает на Халкандру, дракон по имени Ландиа (англ. Landia) сбивает причине Лор Звёздный Резак. Разозлённый тем, что группа оказалась в ловушке, Маголор посылает Кирби и его группу чтобы победить Ландию. В реальности Маголор - жаждущий власти злодей, который тайно использует четверку, чтобы победить Ландию, чтобы получить Корону Мастера. Когда Ландиа терпит поражение от группы Кирби, Маголор надевает на себя Корону Мастера, дарующую неограниченную силу и превращается в гигантское плавучее существо с огромной силой. Маголор благодарит группу Кирби, которая восстановила Лор Звёздный Резак, на котором он запланировал в первую очередь захватить Поп Звезду. Затем он открывает межпространственный портал, через который пребывает в Другое Измерение. Драконы Ландиа усаживают на себя команду Кирби и отправляются в погоню за Маголором. В межпространственной погоне Маголор нападает на группу и драконов на Лоре Звёздном Резаке. Впоследствии он бросает вызов команде на поверхности Другого Измерения. После поражения Маголор обретает первоначальную форму и исчезает. Маголор возвращается в игре Kirby's Dream Collection, где он строит для Кирби новую игровую площадку. Здесь Кирби может играть на новых этапах, на некоторых из них он сражается против Маголора. Во время гонки он использует магию, чтобы вызвать врагов, а также нападает на Кирби. Его соперничество с Кирби ещё существует, хотя и более дружелюбное. Маголор имеет камео в играх Kirby: Triple Deluxe (в виде 8-битного брелка), Dedede’s Drum Dash Deluxe(в виде врага, хотя он не наносит урона), Super Smash Bros. для Wii U (в виде трофея), Kirby: Planet Robobot (в виде наклейки) и Super Smash Bros. Ultimate (в виде духа). Доступен в игре Kirby Star Allies в качестве играбельного персонажа (в рамках DLC). |                                                  |                    |                       |          |                                     |
| |                                                  |                    |                       |          |                                     |
| Тёмный Разум | ダークマインド Да: кумайндо                      | Dark Mind          | Демон                 | М        | Kirby & the Amazing Mirror (2004)   |
| Тёмный Разум — главный злодей в игре Kirby & the Amazing Mirror, использует Тёмного Мета Рыцаря (англ. Dark Meta Knight) как свою правую руку. В заставке игры, после того как Мета Рыцарь бросается в Зеркальный Мир, Тёмный Мета Рыцарь делит Кирби на четыре цветовые копии, невольно помогая ему в поиске частей повреждённого Зеркального Мира. На протяжении всей игры Тёмный Мета Рыцарь маскируется под различными формами, такими как Тёмный Кирби (англ. Shadow Kirby). Ближе к концу игры он появляется в первоначальном виде и создаёт копии. После победы над Тёмным Мета Рыцарем, Тёмный Разум втягивает в себя Кирби и Мастер Меч Мета Рыцаря. После победы над Разумом, Кирби осознаёт, что он намеревался заставить Зеркальный Мир устранить его тёмную натуру. Но Тёмный Кирби на самом деле является отражением настоящего Кирби и не обладает никакими качествами, поэтому он остаётся внутри зеркала, как хранитель Зеркального Мира. Мета Рыцарь кладет Мастер Меч и отдыхает. В Team Kirby Clash Deluxe Тёмный Разум принимает форму короля Дидиди, превращаясь в Короля Дизума (англ. King D-Mind). Одна из форм Тёмного Разума — Тёмный Мета Рыцарь доступна в игре Kirby Star Allies в качестве играбельного персонажа (в рамках DLC). |                                                  |                    |                       |          |                                     |
| |                                                  |                    |                       |          |                                     |
| Дроусия | ドロシア Доросиа                                 | Drawcia            | Ведьма                | Ж        | Kirby: Canvas Curse (2005)          |
| Дроусия — главный злодей в игре Kirby: Canvas Curse. Она — злобная ведьма-маляр и опасная колдунья. В начале игры Дроусия превращает Кирби в мяч и Поп Звезда превращается в краску. Она имеет две формы — Дроусия Волшебница (англ. Drawcia Sorceress) и Душа Дроусии (англ. Drawcia Soul). В первой, гуманоидной форме она стреляет шарами энергии в Кирби и вызывает врагов, в том числе и из своего рисунка, рисуя их. Её вторая форма напоминает каплю краски и она имеет множество способов атак. После её поражения, Кирби и Поп Звезда возвращаются в обычную форму. Дроусия имеет камео в игре Kirby and the Rainbow Curse |                                                  |                    |                       |          |                                     |
| |                                                  |                    |                       |          |                                     |
| Инь-Ярн | アミーボ・アモーレ Ами: бо・Амоурэ               | Yin-Yarn           | Колдун                | М        | Kirby's Epic Yarn (2010)            |
| Инь-Ярн — главный злодей в игре Kirby's Epic Yarn. Он — злой колдун, который наводит хаос и панику в Стране Снов и Лоскутной Стране (англ. Patch Land). Когда Кирби съедает его нос (который он ошибочно посчитал за томат), колдун заключает Кирби в носок, через который он попадает в Лоскутную Страну, где тело Кирби превращается в пряжу. Чуть позже Кирби понимает, что воздух проходит сквозь тело и вместо вдыхания он использует нитяной кнут и преображается в различные формы. Кирби и Принц Пух (англ. Prince Fluff) отправляются на поиски семи частей пряжи, побеждают Инь-Ярна и возвращают мир в Страну Снов и Лоскутную Страну. Инь-Ярн является боссом Страны Снов и предстаёт в двух формах. Первая — он нападает на Кирби в нормальной форме. Вторая — он нападает на них как Мега Инь-Ярн (англ. Mega Yin-Yarn), оставляя их в безнадёжности. Неожиданно прилетает Мета Рыцарь и сажает их на устройство под названием Танкбот Метамортекс (англ. Tankbot Metamortex), чтобы вместе с ними победить это воплощение зла. Его имя — каламбур на Инь-Ян. |                                                  |                    |                       |          |                                     |
| |                                                  |                    |                       |          |                                     |
| Некродеус | ネクロディアス Нэкуродэぃасу                     | Necrodeus          | Демон                 | М        | Kirby Mass Attack (2011)            |
| Некродеус — главный злодей в игре Kirby Mass Attack. Он является лидером демонической группы, известной как Банда Черепа (англ. Skull Gang). После появления в начале игры, Некродеус произносит заклинание, которое делит Кирби на десять копий и побеждает всех кроме одного Кирби. Главной целью Некродеуса является окутывание Поп Звезды во тьму, но в заключительной битве он терпит от Кирби поражение. Его имя — название Лорд Смерти на латинском языке, название, которое точно отражает его внешность и характер. В качестве финального босса в Kirby Mass Attack, он сталкивается с Кирби в двух формах. Кирби должен уничтожить его руки (по аналогии с битвой против Вам-Бам Камня из Kirby Super Star), а затем его голову. После смерти Некродеус роняет волшебный посох, источник его власти, который Кирби использует для возвращения себя в нормальное состояние. |                                                  |                    |                       |          |                                     |
| |                                                  |                    |                       |          |                                     |
| Королева Сектония | クィン・セクトニア Куぃн・Cэкутониа              | Queen Sectonia     | Пчела                 | Ж        | Kirby: Triple Deluxe (2014)         |
| Королева Сектония — главный злодей в игре Kirby: Triple Deluxe. Она утверждает, что является правителем небес, назвав Страну Снов низшим миром. Сектония с особой жестокостью правит в своей стране — Флоралии, в результате чего жители страны вырастили Стебель Снов, который, по их расчётам должен был привести героя Страны Снов. Однако, королева Сектония послала своего доверенного слугу, тарантула Таранзу, чтобы спутать планы жителей. Таранза случайно ошибается и хватает на глазах Кирби Дидиди. Кирби побеждает одержимого короля и Таранза пытается призвать на помощь королеву Сектонию в попытке спастись, но она вместо этого ударила слугу, обозвав «жалким дураком». Кирби наносит поражение королеве. В последней попытке, королева сливается со Стеблем и начинает рвать Поп Звезду на части. В сражении, заручившись поддержкой Дидиди и Таранзы, Кирби превращается в Кирби-Гипернову и убивает Сектонию. В усовершенствованной форме Королева Сектония противостоит Королю Дидиди В режиме Настоящая Арена она после употребления четырёх фруктов Гипернова превращается в Душу Сектонии, с которой идёт сражение. Известно что когда-то Сектония была милостивым правителем, пока её не сгубили вожделение и тщеславие, когда Таранза принёс ей волшебное зеркало, которое он нашел во время своих путешествий. Таранца попытался исправить королеву, но был заткнут ей же. Клон Сектонии появляется в игре Kirby: Planet Robobot в качестве дополнительного босса, созданного компьютером Звёздный Сон, с использованием образца из цветочной формы королевы. Внешний вид клона более похож на зомби, чем на настоящую королеву, с облачными, тусклыми глазами и сломанными сердечными узорами на теле. После поражения, клон кратковременно сжимается в форме тарантула, подобного Таранзе (возможно, оригинальной форме Сектонии), прежде чем умереть. |                                                  |                    |                       |          |                                     |
| |                                                  |                    |                       |          |                                     |
| Тёмный Обман | ダーククラフター Да: кукурафута:                 | Dark Crafter       | Капля                 | М        | Kirby and the Rainbow Curse (2015)  |
| Тёмный Обман — главный злодей в игре Kirby and the Rainbow Curse. Это каплеподобное существо со странным желанием украсть цвета стран и слить их в определённое место. Для исполнения этого плана он использует Клэйсию. |                                                  |                    |                       |          |                                     |
| |                                                  |                    |                       |          |                                     |
| Президент Халтманн | プレジデント・ハルトマン Пурэдзидэнто・Харутоман | President Haltmann | Яйцеподобное существо | М        | Kirby: Planet Robobot (2016)        |
| Президент Халтманн (полное имя Макс Профитт Хахтманн) — главный злодей в игре Kirby: Planet Robobot. Будучи президентом Haltmann Works Company, Халтманн заботится только о её процветании. С этой целью он путешествует по галактике на своем гигантском космическом корабле, Проходном Ковчеге захватывает планеты, превращая их в гигантские механические крепости. Судьба жителей не интересует Халтманна, которых президент считает дикарями. Кирби наносит поражение президенту. После своего поражения Халтманн на помощь компьютер «Звездный Сон» в его попытке уничтожить Кирби, но Сьюзи прерывает и пытается украсть «Звездную мечту». Это приводит к тому, что Звёздный Сон просыпается и загружается в Халтманна, с целюю уничтожения живого для процветания компании. В мини-игре Настоящая Арена контроль Звёздного Сна над Халтманном становится еще сильнее, и Кирби предстоит сразиться с его операционной системой, стирая следы Халтманна. Герою удаётся в итоге уничтожить компьютер. В мини-игре Возвращение Кошмара Мета Рыцаря Мета Рыцарь сталкивается с усовершенствованной версией президента, после победы над ним, Мета Рыцарь провозглашается новым администратором Звёздного Сна. Описание в экранах паузы вышеуказанных режимов проливает свет на предысторию Халтманна. Первоначально он построил Звёздный Сон на основе древних технологий и знаний, полученных из неизвестного источника. Во время эксперимента у него исчезла дочь президента Халтманна — Сьюзанна. Вера в то, что Сьюзанна умерла, свела Халтманна с ума, и он продолжил конструирование Звёздного Сна, чтобы обеспечить процветание своей компании. Это потребовало новых затрат природных ресурсов, что в конечном итоге привело компанию на Поп Звезду. |                                                  |                    |                       |          |                                     |
| |                                                  |                    |                       |          |                                     |
| Звёздный Сон | 星の夢 Хоси но Юмэ                               | Star Dream         | Компьютер             | М        | Kirby: Planet Robobot (2016)        |
| Звёздный Сон — cуперкомпьютер, построенный компанией Haltmann Works Company. Звёздный Сон, также известный как Материнский Компьютер (англ. Mother Computer), является финальным боссом игры Kirby: Planet Robobot. Президент Халтманн построил его с использованием древних технологий и знаний из неизвестного источника. Много позже, когда Халтманн потерпел поражение от Кирби, компьютер просыпается и воссоединяется с сознанием Халтманна, чтобы стать самосознанием. Разговаривая через тело Халтмана, Звёздный Сон сообщает, что он использовал компанию и свой бизнес-план для изучения органической жизни во вселенной. Придя к выводу, что вся органическая жизнь является препятствием для процветания и, следовательно, должна быть уничтожена, Звёздный Сон улетает в космос и преследует Кирби, который воссоединил Броню Робобота с кораблём Алебарда. После тяжелого урона в последующем воздушном бою, Звёздный Сон подключается к кораблю компании, Проходному Ковчегу, для продолжения битвы. Как только броня Звёздного Ковчега уничтожается, открывается истинная форма компьютера — Часовая Звезда (англ. Clockwork Star), почти идентичная часам Нова, кометы, используемой Марксом в Kirby Super Star. В финальной битве Кирби удается полностью просверлить Звёздный Сон и уничтожить его. В мини-игре Возвращение Кошмара Мета Рыцаря после победы над Халтманном, Звёздный Сон назначает Мета Рыцаря своим администратором и повелевает ему доказать свою профпригодность, посылая против него клонов Тёмной Материи (форма из игры Kirby’s Dream Land 2) и Королевы Сектонии. После того, как они терпят неудачу, он вызывает Галакта Рыцаря через портал пространства-времени, но Галакта Рыцарь сам уничтожает его, прежде чем сразиться с Мета Рыцарем. В мини-игре Настоящая Арена ущерб, нанесённый Галакта Рыцарем превращает Звёздный Сон в операционную систему Star Dream Soul OS — последнего босса мини-игры. Поражение проявляет настоящую форму компьютера. Часовая Звезда втягивает Кирби внутрь себя. Внутри истинная форма операционной системы раскрывается как бронированное, механическое сердце, подобное часам Нова. После того, как Кирби побеждает Часовую Звезду, сердце делает одну последнюю попытку уничтожить Кирби, выпуская огромные волны энергии, которые могут убить его при контакте, прежде чем, наконец, взорваться. |                                                  |                    |                       |          |                                     |
| |                                                  |                    |                       |          |                                     |
| Хайнесс | ハイネス Хаинэсу                                 | Hyness             | Гуманоид              | М        | Kirby Star Allies (2018)            |
| Хайнесс - антагонист в игре Kirby Star Allies. Он - лидер таинственного культа, поклоняющегося Пустоте, и командир трех сестриц-волшебниц: Франциски (англ. Francisca), 'Фламберг' (англ. Flamberg) и Зан Партизанн (англ. Zan Partizanne). Когда-то он был добрым человеком, спасшим волшебниц от смерти и наделившим их элементарными способностями, но в конце концов он был доведен до безумия и стал пренебрежительно относиться к волшебницам, несмотря на их преданность ему. Это особенно трагично в случае с Зан Партизанн, которая обожает его, несмотря на то, что он даже не может вспомнить её имя. Его цель - заполучить кусочки Ямба Сердца, разбросанные по всей галактике, и использовать их для воскрешения Окончательной Пустоты, которого он называет своим "Темным Властелином". Кирби и его союзники сражаются с силами Хайнесса на каждом шагу и в конце концов настигают его у алтаря в Божественной Пустоте (англ. Divine Terminus), где он собрал почти полное Ямба Сердце. Чтобы выиграть время, Зан Партизанн снова сражается с Кирби, но её побеждают. Тогда Хайнесс замечает вторгшихся, он отталкивает Зан Партизанн в сторону и сражается с ними сам, используя в бою свою темную магию. Когда его побеждают, его плащ спадает, открывая его гротескный истинный облик - фиолетово-желтокожее существо с огромным носом, ушами и выпученными глазами. Хайнесс впадает в безумие и вызывает трёх сестер-волшебниц, затем ставит их под свой контроль и использует в качестве зомбированных марионеток для сражения со своими врагами. Однако даже это не помогает победить Кирби, и Хайнесс остается очень ослабленным. Отчаявшись выполнить свою цель и воскресить Окончательную Пустоту, Хайнесс приносит себя и волшебниц в жертву Ямба Сердцу, давая Темному Властелину энергию, необходимую для пробуждения. Позже все четверо героев оказываются запертыми в плотских коконах внутри тела Окончательной Пустоты, но во время битвы Кирби с этим существом выбрасываются наружу. В сюжетной линии "Герои в другом измерении" выясняется, что молитвы Хайнесса о вызове Окончательной Пустоты привели к тому, что время и пространство разрушились в Божественной Пустоте, и он исчез в названном альтернативном измерении. Когда Кирби и его друзья собирают четыре копья, которые когда-то запечатали Ямба Сердце, они находят новое Ямба Сердце в Божественной Пустоте в альтернативном измерении. Копья разбивают Сердце, высвобождая Хайнесса в новой демонической форме, названной Искажённым Хайнессом (англ. Corrupt Hyness). В этой форме магия Хайнесса становится намного мощнее, но ценой за это является разрушение его и без того хрупкого психического состояния. В конце концов группе Кирби удается победить его, но три волшебницы приходят слишком поздно, чтобы помочь ему. В хорошей концовке сюжета волшебницы спасаются благодаря силе Дружеского Сердца Кирби, а после ухода Кирби Хайнесс превращается в свою истинную сущность, позволяя сестрам-магам помочь ему подняться и вернуть его в свой мир. |                                                  |                    |                       |          |                                     |
| |                                                  |                    |                       |          |                                     |
| Окончательная Пустота | エンデ・ニル Эндэ Ниру                           | Void Termina       | Сущность              | М        | Kirby Star Allies (2018)            |
| Окончательная Пустота - также известная как "Разрушитель миров" является финальным боссом игры Kirby Star Allies. Это древнее существо, которое перевоплощалось на протяжении веков, и ему поклоняется культ Хайнесса. Давным-давно Окончательная Пустота была запечатана четырьмя воинами, которые использовали мистические копья, извлеченные Хайнессом из Ямба Сердца в начале сюжета игры. Из-за несовершенства ритуала осколки Ямба Сердца разлетаются по всему космосу, в том числе они попадают на территорию Поп Звезды, где они овладевают дущами Лесов Виспи, Короля Дидиди и Мета Рыцаря. По приказу Хайнесса три волшебницы ищут в космосе кусочки Ямба Сердца, чтобы возродить Окончательную Пустота. Когда Хайнесс приносит себя и волшебниц в жертву Ямба Сердцу, печать полностью разрушается, и Окончательная Пустота возрождается. Первоначально приняв гигантскую гуманоидную форму, Окончательная Пустота сражается с Кирби и его союзниками в глубоком космосе. В этом облике Окончательная Пустота может создавать мощные ударные волны и орудовать гигантскими мечами, которые он может заряжать элементарной энергией. Чтобы нанести урон Окончательной Пустоте, Кирби должен использовать оружие Искры Звёздных Союзников, чтобы выстрелить в глаз на теле Окончательной Пустоты. Как только чудовище получит достаточный урон, оно рухнет, и его маска спадет, втягивая героев в свое тело и заставляя их сражаться с его ядром. В конце концов ядро раскалывается, и Кирби и его союзники выбрасываются из тела Окончательной Пустоты. Пустота снова поднимается, отращивает гигантские крылья и становится способной вызывать и использовать разнообразное магическое оружие. Как и раньше, глаз, появившийся на его теле, является слабым местом, и после получения сильных повреждений он падает на землю и снова затягивает Кирби в себя. На этот раз внутри его тела появляется истинная форма Окончательной Пустоты - аморфная масса, способная принимать различные формы и брать под контроль союзников Кирби, что можно сделать только с помощью Дружеского Сердца. В конце битвы Окончательная Пустота окончательно устраняется в столкновении с Искрой лазером. В сложности Soul Melter миниигры Ultimate Choice истинная форма Окончательной Пустоты называется Пустотная Душа (англ. Divine Terminus),. Отмечается, что в древних свитках, написанных об Окончательной Пустоте, говорится, что на его реинкарнации может влиять положительная или отрицательная энергия, что оставляет возможность того, что однажды Окончательная Пустота может возродиться не как враг, а как друг. В Soul Melter EX облик Окончательной Пустоты снова меняется: её тело становится черным, на маске появляются светящиеся красные глаза, а внутренности превращаются в меняющую цвет бездну. Полное имя этой формы - Окончательная Пустота, Истинный Разрушитель Миров, и её способности, соответственно, значительно усиливаются. На заключительном этапе в его теле пробуждается новая сущность под Пустота. Прозванная как Астральное Рождение, она сражается со всеми силами Пустотной Дуги, но также включает в себя техники, используемые Темным Разумом и Душой Дроусии. |                                                  |                    |                       |          |                                     |
| |                                                  |                    |                       |          |                                     |
| Леонгар | 獣王 レオンガルフ Рэонгаруфу                     | Leongar            | Лев                   | М        | Kirby and the Forgotten Land (2022) |
| Леонгар (также известный как Леон(англ. Leon)), - глава Звериного Стада Зверей и второстепенный антагонист этой игры. Его озвучивает Кента Миякэ. |                                                  |                    |                       |          |                                     |
| |                                                  |                    |                       |          |                                     |
| Полный Отказ | 侵略種 フェクト・フォルガ Фэкуто Форуга          | Fecto Forgo        | Организм              | Бесполый | Kirby and the Forgotten Land (2022) |
| Полный Отказ (известный как образец ID-F86) - главный антагонист игры. Это неполная, злобная половина Полного Элфилиса. |                                                  |                    |                       |          |                                     |

## Персонажи — помощники
| Имя на русском | Имя на японском             | Имя на английском | Вид                  | Пол | Первое появление                    |
| --- | --------------------------- | ----------------- | -------------------- | --- | ----------------------------------- |
| Аделина | アドレーヌ Адорэ: ну        | Adeleine          | Человек              | Ж   | Kirby 64: The Crystal Shards (2000) |
| Аделина — художница, которая прибыла на Поп Звезду для изучения искусства. В игре Kirby 64: The Crystal Shards она появилась как один из ранних боссов, контролируемых Тёмной Материей. Она сражается с Кирби, а потом присоединяется к нему, после того как Кирби освободил её. Аделина имеет возможность воплотить нарисованное в реальный образ, либо при создании монстров под контролем Тёмной Материи либо в качестве помощи Кирби. Почти схожий персонаж по имени Адо (яп. アド Ado) играет аналогичную роль в игре Kirby's Dream Land 3. Было высказано предположение, что Аделина и Адо — один и тот же персонаж, но это не получило подтверждения. Доступна в игре Kirby Star Allies в качестве играбельного персонажа вместе с помощницей Ленточкой (в рамках DLC). |                             |                   |                      |     |                                     |
| |                             |                   |                      |     |                                     |
| Дайна Блэйд | ダイナブレイド Дайнабурэйдо | Dyna Blade        | Птица                | Ж   | Kirby Super Star (1996)             |
| Дайна Блэйд — огромная, бронированная птица, которая действует как друг и враг в игре Kirby Super Star. В одноимённой мини-игре она разрушает все посевы в Стране Снов, чтобы прокормить своих птенцов. Кирби побеждает её, не подозревая об этом, поэтому всё заканчивается кормлением птенцов яблоками и учениям полётов. В мини игре Реванш Мета Рыцаря Дайна Блэйд даёт Кирби возможность вернуться на Алебарду исключительно для того, чтобы выстрелить лазерным лучом по экипажу, заставляя его отступить и продолжить дела уже самостоятельно. В аниме Kirby: Right Back at Ya! Дайна Блэйд показана как легендарная птица, которой поклоняются жители Кэппи Города. Король Дидиди замышляет заговор: чтобы избавиться от Кирби, он обманывает его, рекомендуя съесть её яйцо, которое выводит птицу из себя и заставляет её преследовать и нападать на Кирби на протяжении большей части эпизода, пока не появится ее птенец и Кирби не возвращает его, успокаивая Дайну. В игре Kirby Air Ride Дайна Блэйд появляется в режиме Городское Испытание и иногда летает в разные части города, раньше других гонщиков. Игрок может победить птицу, прицелившись в её голову, чтобы получить несколько бонусов. В Kirby's Epic Yarn похожий на Дайну Блэйд босс по имени Горячие Крылья (англ. Hot Wings) появляется в качестве босса Горячей Земли (англ. Hot Land). |                             |                   |                      |     |                                     |
| |                             |                   |                      |     |                                     |
| Гуи | グーイ Гууй                 | Gooey             | Капля                | М   | Kirby's Dream Land 2 (1995)         |
| Гуи — чёрная капля с глазами и ртом, лучший друг Кирби. В Kirby's Dream Land 2 он может быть вытащен из сумки и использоваться в качестве помощника (если Кирби уже контактировал с другом — животным). Кирби спасает Гуи в самом начале игры. Женская вариация, похожая на Гуи спасается ближе к концу игры, но используется реже. Kirby's Dream Land 3 по новому расширяет характер Гуи. Он мог работать на Тёмную Материю, но решил стать другом Кирби. Гуи выступает в качестве персонажа — помощника главного героя (по аналогии с Kirby Super Star) и управляется компьютером или вторым игроком. Он использует те же движения, что и Кирби, за исключением своего языка, которым он может хватать и проглатывать врага, по одной штуке. Гуи может использовать свой язык под водой. Он способен копировать способности, как и Кирби, но только под управлением второго игрока. При полете в Гиперзоне Гуи принимает форму Темной Материи, хотя он все еще сохраняет свое лицо. Доступен в игре Kirby Star Allies в качестве играбельного персонажа (в рамках DLC). |                             |                   |                      |     |                                     |
| |                             |                   |                      |     |                                     |
| Киби | グーイ Ки: биぃ             | Keeby             | Сферическое существо | М   | Kirby's Dream Course (1994)         |
| Киби — Кирби жёлтого цвета, который официально появляется только в игре Kirby's Dream Course. Воспроизводимый только в многопользовательском режиме, он является соперником Кирби, демонстрирующем, кто получил наибольшее количество очков в гонке и добрался до лунки быстрее всего. Киби также появляется как цветовая вариация Кирби в играх Super Smash Bros. Melee и Super Smash Bros. Brawl. В Kirby Super Star Ultra, Желтый Кирби является вторым игроком в мини игре Трасса Гурмана, соревнующимся с Кирби. В Kirby: Squeak Squad, Кирби может использовать краску, чтобы раскрасить себя в жёлтый цвет. Думая над тем, каким будет цвет Кирби, Сигэру Миямото хотел, чтобы Кирби был желтым. Этот желтый Кирби в конечном итоге станет Киби. |                             |                   |                      |     |                                     |
| |                             |                   |                      |     |                                     |
| Рик | リック Рикку                | Rick              | Хомяк                | М   | Kirby's Dream Land 2 (1995)         |
| Хомяк Рик — Друг-Животное, наиболее известный помощник Кирби. Рик умеет ходить по льду, не скользя на нём. В Kirby's Dream Land 3 Рик также может убивать врагов, прыгая на них и подниматься по стенам. Однако Рик — единственный друг-животное, который не может вдыхать, он может лишь съесть их, подойдя к ним вплотную. Появляется в аниме. Имеет камео в играх Kirby 64: The Crystal Shards, Kirby's Star Stacker, Kirby Mass Attack Kirby's Return to Dream Land, Kirby: Triple Deluxe. Доступен в игре Kirby Star Allies в качестве одной из форм одного играбельного персонажа (в рамках DLC). |                             |                   |                      |     |                                     |
| |                             |                   |                      |     |                                     |
| Ку | クー Куу                    | Coo               | Филин                | М   | Kirby's Dream Land 2 (1995)         |
| Филин Ку — Друг-Животное, мудрый филин, который является помощником Кирби. Ку может летать против сильных ветров. С его помощью Кирби может в полёте вдыхать врагов. Появляется в игре Kirby's Dream Land 3 и аниме.. Имеет камео в играх Kirby 64: The Crystal Shards, Kirby's Star Stacker, Kirby Mass Attack, Kirby's Return to Dream Land, Kirby: Triple Deluxe. Доступен в игре Kirby Star Allies в качестве одной из форм одного играбельного персонажа (в рамках DLC). |                             |                   |                      |     |                                     |
| |                             |                   |                      |     |                                     |
| Кайн | カイン Кайн                 | Kine              | Рыба-Солнце          | М   | Kirby's Dream Land 2 (1995)         |
| Океаническая Рыба-солнце Кайн — Друг-Животное, помогает Кирби преодолевать водные этапы. С его помощью Кирби может вдыхать противников под водой. Может двигаться по суше, но очень медленно. В Kirby's Dream Land 3 способен при помощи прыжка убить врагов. Появляется в аниме. Имеет камео в играх Kirby 64: The Crystal Shards, Kirby's Star Stacker, Kirby Mass Attack, Kirby's Return to Dream Land, Kirby: Triple Deluxe. Доступен в игре Kirby Star Allies в качестве одной из форм одного играбельного персонажа (в рамках DLC). |                             |                   |                      |     |                                     |
| |                             |                   |                      |     |                                     |
| Наго | ナゴ Наго                   | Nago              | Кот                  | М   | Kirby's Dream Land 3 (1997)         |
| Кот Наго — Друг-Животное, кот, в размерах вдвое крупнее Кирби. Наго способен катать главного героя, словно мяч и бросать его. Способен выполнять двойные или тройные прыжки и прыгать на врагов, чтобы убить их. Имеет камео в играх Kirby 64: The Crystal Shards, Kirby: Planet Robobot, Kirby Star Allies. |                             |                   |                      |     |                                     |
| |                             |                   |                      |     |                                     |
| Питч | ピッチ Питти                | Pitch             | Птица                | М   | Kirby's Dream Land 3 (1997)         |
| Птица Питч — Друг-Животное, самый маленький из всех. Он может совершать мощные атаки, когда у него есть вражеская способность. Он тоже может летать, но не способен преодолевать сильные ветра. Имеет камео в играх Kirby 64: The Crystal Shards, Kirby Star Allies. |                             |                   |                      |     |                                     |
| |                             |                   |                      |     |                                     |
| ЧуЧу | チュチュ Тютю               | ChuChu            | Осьминог             | Ж   | Kirby's Dream Land 3 (1997)         |
| Осьминожка Чучу — Друг-Животное, она даёт Кирби возможность ходить по потолкам, но тянет Кирби вниз при его попытке взлететь. Имеет камео в играх Kirby 64: The Crystal Shards, Kirby: Canvas Curse, Kirby: Planet Robobot, Kirby Star Allies. |                             |                   |                      |     |                                     |
| |                             |                   |                      |     |                                     |
| Принц Пух | フラッフ Фураффу            | Prince Fluff      | Сферическое существо | М   | Kirby's Epic Yarn (2010)            |
| Принц Пух — играбельный персонаж, принц Лоскутной Страны, помощник Кирби в игре Kirby's Epic Yarn. Он имеет такие же способности, что и Кирби. Размером он такой же как и Кирби, только синего цвета и имеет большие белые глаза, оранжевые ноги, а на его голове золотая корона. Он и Кирби вместе восстанавливают семь частей Магической Пряжи, разбросанных по всей земле, уничтожают Инь — Ярна и возвращают мир в свой дом — Лоскутную Страну. В многопользовательском режиме, второй игрок может управлять принцем. |                             |                   |                      |     |                                     |
| |                             |                   |                      |     |                                     |
| Ленточка | リボン Рибон                | Ribbon            | Фея                  | Ж   | Kirby 64: The Crystal Shards (2000) |
| Ленточка — розововолосая фея c планеты Пульсирующая Звезда, которая появляется в игре Kirby 64: The Crystal Shards. Она — добрый и смелый персонаж, которая пытается слететь со своей планеты с волшебным кристаллом фей, но она была настигнута Тёмной Материей. В пространстве, совершив нападение на Ленточку, Тёмная Материя разрушила её кристалл и она падает на Поп Звезду, рядом с Кирби и умоляет его о помощи. Кирби соглашается и они ищут Кристальные Осколки, разбросанные по различным планетам и мешают вторжению Тёмной Материи на Пульсирующую Звезду вместе с Уоддл Ди, Аделиной и Королём Дидиди. В финальной битве Ленточка и Кирби, используя кристалл уничтожают Ноль Два, существо, контролируемое Тёмной Материей. В последней видео сцене она целует Кирби, который от этого застенчиво краснеет. Доступна в игре Kirby Star Allies в качестве помощницы Аделины (в рамках DLC). |                             |                   |                      |     |                                     |
| |                             |                   |                      |     |                                     |
| Ландиа | ランディア Рандэぃа         | Landia            | Дракон               | М   | Kirby's Return to Dream Land (2011) |
| Ландиа — четырёхглавый дракон из игры Kirby's Return to Dream Land. В меню паузы, если верить описанию, Ландиа — древний опекун Халкандры, защищенный Короной Мастера и Лором Звёздным Резаком с древних времён. До последнего момента он спал, но когда Маголор попытался украсть сокровища, которые дракон охранял, он пробудил в нём ярость. Маголор борется против Ландии, чтобы получить то, что он хотел но проигрывает, поэтому он эвакуирует Лор на Поп Звезду в надежде найти полезных спутников. Маголор возвращается с Кирби, Королём Дидиди, Мета Рыцарем и Уоддл Ди и делят дракона на четыре уменьшенных копии. После поражения Ландии, Маголор наконец получает Корону Мастера и поставил себе цель захватить галактику вместе с Поп Звездой, но четыре уменьшенных дракона помогли Кирби и его команде победить Маголора. После поражения Маголора, Ландиа и Лор помогли Кирби и команде вернуться домой, прежде чем вернуться на Халкандру. |                             |                   |                      |     |                                     |
| |                             |                   |                      |     |                                     |
| Таранза | タランザ Тарандза           | Taranza           | Тарантул             | М   | Kirby: Triple Deluxe (2014)         |
| Таранза — паукоподобное существо, которое появляется в игре Kirby: Triple Deluxe. Он родом из Флоралии и является телохранителем королевы Сектонии. Поначалу он является антагонистом, в частности когда он похищает Короля Дидиди, он заставляет Кирби преследовать его на Стебле Снов, вплоть до Королевской Дороги, где он использует свои гипнотические способности, чтобы склонить на свою сторону Короля Дидиди. После того, как Дидиди в Маске терпит поражение, он умоляет королеву Сектонию спасти его, но она этого не делает: вместо этого она атакует его лазерным лучом, наказывая за предательство. В конце игры Таранза выступает на стороне Кирби и помогает ему победить Сектонию. В описании игры отмечено, что Таранза дружил с королевой, но недавно заметил некоторые тревожные изменения в ее поведении. В Team Kirby Clash Deluxe Таранза — главный злодей, ответственный за нарушение мира в Сонном Королевстве (англ. Dream Kingdom). После поражения от Кирби и его союзников, он использует волшебное зеркало, чтобы вызвать новых и опасных монстров из другого измерения. Окончание игры показывает, что сила зеркала контролировала Таранзу все время, и он возвращается к тому, чтобы быть мирным жителем Сонного Королевства после его уничтожения. Доступен в игре Kirby Star Allies в качестве играбельного персонажа (в рамках DLC). |                             |                   |                      |     |                                     |
| |                             |                   |                      |     |                                     |
| Элин | エリーヌ Эри: ну            | Elline            | Фея                  | Ж   | Kirby and the Rainbow Curse (2015)  |
| Элин — фея-кисточка из игры Kirby and the Rainbow Curse. Её тело украшено красной брошкой, волосы напоминают радугу и у неё на спине есть крылья. Когда она превращается в кисть, то её волосы покрывают всё лицо, туловище удлиняется и её руки и крылья исчезают. В форме кисти она может воплощать рисунки в реальность и возвращать цвета. В начале игры она оживляет Кирби и Уоддл Ди и те соглашаются помочь ей в спасении Севентопии. В конце она помогает Кирби победить Клэйсию, а затем — Тёмный Обман. |                             |                   |                      |     |                                     |
| |                             |                   |                      |     |                                     |
| Сьюзи | スージー Суудзи             | Susie             | Робот                | Ж   | Kirby: Planet Robobot (2016)        |
| Сьюзи (полное имя Сьюзанна Патрия Халтманн) — один из антагонистов игры Kirby: Planet Robobot, секретарь Haltmann Works Company. Она возглавляет проект, чтобы захватить Поп Звезду и превратить её в полностью механизированную планету. Кирби сталкивается со Сьюзи в нескольких точках, герою приходится сражаться с созданными девушкой многочисленными боссами, защищёнными Доспехом Робобота, а затем он сражается с Мета Рыцарем и Королём Дидиди, которые были захвачены и превращены в рабов компании. Ближе к концу игры президент Халтманн наказывает Сьюзи за неудачи. После битвы Кирби и Халтмана Сьюзи неожиданно признаётся, что является корпоративным шпионом и пытается украсть компьютер Звёздный Сон с намерением продать её конкурентам по высокой цене, но Звёздный Сон выходит из спячки и начинает атаку. Сьюзи дает Кирби Доспех Робобота и просит его остановить Звёздный Сон, после чего она скрывается в неизвестном направлении. В мини игре Возвращение Кошмара Мета Рыцаря в меню паузы раскрывается новая информация о Сьюзи и ее отношениях с Халтманном. Ее полное имя — Сьюзана Патрия Халтманн. Она, известная как дочь Президента Халтманна, исчезла во время эксперимента со Звёздным Сном, и улетает в другое измерение, из которого возвращается и начинает работать в HWC. Несмотря на его одержимость ею (например, строительство ракеты по ее образу и печать ее лица на долларовых купюрах), Халтманн по всей видимости не признает Сьюзи или, возможно отказывается от неё. Доступна в игре Kirby Star Allies в качестве играбельного персонажа (в рамках DLC). |                             |                   |                      |     |                                     |
| |                             |                   |                      |     |                                     |
| Элфилин | エフィリン Эфирин           | Elfilin           | Шиншилла             | М   | Kirby and the Forgotten Land (2022) |
| Элфилин - шиншиллоподобное существо, которое появляется в игре Kirby and the Forgotten Land. Он является недостающей половиной Полного Элфилиса. |                             |                   |                      |     |                                     |

## Аниме персонажи
| Имя на русском | Имя на японском                       | Имя на английском     | Вид         | Пол | Первое появление                |
| --- | ------------------------------------- | --------------------- | ----------- | --- | ------------------------------- |
| Эскаргун | エスカルゴン Эсукаругон               | Escargoon             | Улитка      | М   | Kirby: Right Back at Ya! (2001) |
| Эскаргун (Эскаргон в японском оригинале) — антропоморфная улитка, напарник Короля Дидиди. Его кожа лавандового цвета, а раковина — тёмно-зелёная. Служить королю он стал после того как сбежал из дома, пообещав своей матери, что сделает всё, чтобы она им гордилась. Реальность оказалась более суровой. В японском оригинале в разговорах Эскаргуна прослеживается вербальный тик «дэгесу» (изменённое слово «дэсу» — «это» по японски). В первых эпизодах он назывался Доктор Эскаргон. Эскаргун имеет две разные стороны своей личности. Первая сторона — помощь Королю Дидиди. Вторая сторона раскрывает в нём более приятного персонажа, но появляется только в экстремальных ситуациях. В отличие от большинства других жителей Кэппи Города, уважает Короля Дидиди, хотя последний часто бьёт его молотом. Однако в некоторых эпизодах он мстит королю. Эскаргун способен быть злым или язвительным по отношению к жителям в целом. Он использует статус помощника короля для унижения жителей и угроз в их адрес, вплоть до смертной казни (только в японском оригинале). Неизвестно, действительно ли он злой или лишь притворяется, но хорошую сторону он показывает крайне редко, предпочитая помогать Дидиди, чаще всего из-за трусости. Является ведущим и корреспондентом телеканала DDD (местного телевидения Страны Снов). Эскаргун имеет обширные знания в ботанике, химии, электронике и робототехнике. Нередко его познаниями пользуется Король Дидиди для создания монстров, если он не хочет их покупать. Он способен сконструировать таких роботов, как: робот-кузнечик со скрытой камерой, подводную лодку, ракеты и даже роботизированную версию себя самого. Его имя — это сочетание французского слова «эскаргот» — улитка, и слово «гун» — миньон. Имеет камео в игре Kirby Mass Attack. Голос Эскаргуна схож с голосом комика Пола Линде. Озвучен Наоми Тацутой в японском оригинале и Тэдом Льюисом в американском дубляже. |                                       |                       |             |     |                                 |
| |                                       |                       |             |     |                                 |
| Сэр Эбрум | パーム Па: му                         | Sir Ebrum             | Кэппи       | М   | Kirby: Right Back at Ya! (2001) |
| Сэр Эбрум (Парм в японском оригинале) — персонаж аниме Kirby: Right Back at Ya!. Он является министром Кэппи Города, отцом Тифф и Таффа, и мужем Леди Лайк. Являясь государственным чиновником и жильцом в замке Короля Дидиди, он является одним из самых богатых людей в Стране Снов, а его богатство является вторым по величине после короля. В нескольких эпизодах можно заметить, что Эбрум пытается польстить Королю Дидиди, когда его дети бросают ему вызов, опасаясь потерять свой богатый образ жизни и быть выкинутыми на улицу. Его имя — искажённое слово «церебрум» — большой мозг, отвечающий за жизнедеятельность людей и большинства животных. Упоминается Президентом Халтманном в Kirby: Planet Robobot. Озвучен Такаси Нагасако в японском оригинале и Дэвидом Лапкиным в американском дубляже. |                                       |                       |             |     |                                 |
| |                                       |                       |             |     |                                 |
| Леди Лайк | メーム Мэ: му                         | Lady Like             | Кэппи       | Ж   | Kirby: Right Back at Ya! (2001) |
| Леди Лайк (Мему в японском оригинале) — персонаж аниме Kirby: Right Back at Ya!. Она является женой министра Сэра Эбрума и матерью Тифф и Таффа. Исходя из своего имени, она — гламурная, дамовидная женщина с фиглярской личностью. Она любит своего мужа и двоих детей и беспокоится о своей безопасности, а иногда подозревает Короля Дидиди, поскольку многие из его планов связаны с тем, что ее семья подвергается опасности. Несмотря на ее случайные подозрения, она часто даёт своей семье полную свободу в своих действиях. Как и сэр Эбрум, она проживает в замке короля. Озвучена Юко Мидзутани в японском оригинале и Кейзи Роджерс в американском дубляже. |                                       |                       |             |     |                                 |
| |                                       |                       |             |     |                                 |
| Тифф | フーム Фууму                          | Tiff                  | Кэппи       | Ж   | Kirby: Right Back at Ya! (2001) |
| Тифф (Фуму в японском оригинале) (полное имя Тиффани Эбрум (Фуму Парм в японском оригинале)) — персонаж аниме Kirby: Right Back at Ya!, старшая сестра Таффа. Она живет со вместе со своей семьей в замке короля Дидиди. Известно, что Тифф является самым умным жителем Страны Снов, наравне с Мета Рыцарем. Тифф — единственная, кто имеет возможность призывать Основную Звезду, когда это необходимо, потому что именно она больше всего заботится о Кирби. Тифф примерно вдвое выше Кирби. Она известна прежде всего своим интеллектом и взрывным нравом. Любит читать, учиться и учить. Ее любимым предметом является морская биология, у Тифф есть большая коллекция ракушек. Она также увлекается археологией и часто присоединяется к профессору Кюрио в его исследованиях. Книги и учёба более приоритетны, чем детские игры. Тем не менее, Тифф — крайне эмоциональный персонаж, который может легко разозлиться и иногда прибегнуть к насилию (хотя она не всегда этому рада). Несмотря на свой интеллект, она, как правило, очень наивна и идеалистична, что является следствием детского возраста и неопытности. Крайне упрамая, что приводит её к мысли передать свои манеры поведения другим. Тифф увлечена защитой окружающей среды. Ничто её не раздражает больше, чем попытки Короля Дидиди погубить её и ее жителей. Она — первый персонаж, которого встречает Кирби в аниме. Надеясь встретить в лице героя бравого рыцаря она была сперва разочарована, увидев в Кирби лишь розовое круглое существо. Однако после того как Кирби спасает её во время падения она становится близким другом Кирби. Отношения Тифф и Кирби больше напоминают отношения брата и сестры или матери и ребёнка. Помогает Тифф направить на нужный путь Кирби Мета Рыцарь — её друг и наставник, рассказавший ей о нашествии Кошмара и попросивший её следить за Кирби. Их сближает их ум и взаимная неприязнь к Королю Дидиди. Жители ценят точку зрения Тифф, но не слушают её, когда она предупреждает их о пагубных действиях Дидиди. Предполагается, что в пилотной версии желтокожий персонаж, которого встречает Кирби — это ранний дизайн Тифф. Помимо цвета кожи это подтверждается и взрывным нравом у персонажа пилотной версии. Несмотря на слухи, у него нет имени. Озвучена Саюри Ёсидой в японском оригинале и Керри Уильямс в американском дубляже. |                                       |                       |             |     |                                 |
| |                                       |                       |             |     |                                 |
| Тафф | ブン Бун                              | Tuff                  | Кэппи       | М   | Kirby: Right Back at Ya! (2001) |
| Тафф (Бун в японском оригинале) — персонаж аниме Kirby: Right Back at Ya!, младший брат Тифф. По размеру примерно на голову выше Кирби. Озорной персонаж с добрым сердцем, но недостаточно высоким интеллектом. Он любит играть в игры, такие как футбол и заниматься другими видами активного отдыха. Любит проказничать, особенно в отношении Короля Дидиди, поскольку жители могут это оправдать (однако, иногда его шалости вызывают приводят к серьёзным проблемам). Тафф живет ради веселья и не воспринимает многие события серьезно. Тем не менее, наравне с Тифф и Кирби он становится жертвой Короля Дидиди. Тафф живет со вместе со своей семьей в замке короля Дидиди. Он — противоположность своей сестры Тифф, однако это не мешает их дружеским отношениям, хотя Тифф иногда негативно отношится к проделкам Таффа. Он также склонен спорить с матерью, когда речь заходит о таких вещах, как учеба, но его отец более снисходителен к нему. Лучшие друзья Туффа вместе с Кирби — это трое детей — кэппийцев: Кэппи, Хани, Айро и Шипоголовый, и их часто можно увидеть. Он обычно не воспринимает Короля Дидиди и его действия всерьёз, но пытается помочь сестре остановить его или сделать жизнь Дидиди настолько трудной, насколько он может. Тафф и Эскаргун обычно не ладят, но однажды Эскаргун сумел привлечь на свою сторону его, Кирби и Фололо и Фалала. Они запугивали Короля Дидиди в обмен на конфеты. Тафф редко контактирует с Мета Рыцарем. Озвучен Рикой Комацу в японском оригинале и Кейзи Роджерс в американском дубляже. |                                       |                       |             |     |                                 |
| |                                       |                       |             |     |                                 |
| Предприятие Кошмара | Holy Nightmare Co                     | Nightmare Enterprises | Предприятие | -   | Kirby: Right Back at Ya! (2001) |
| Предприятие Кошмара (Корпорация Святого Кошмара в японском оригинале) — организация, возглавляемая Кошмаром. Целью организации является создание ипродажа монстров через сеть Интернет ничего не подозревающим клиентам с целью развития империи Кошмара. Кроме того, монстры и товары под брендом используют различные виды борьбы, начиная от лазерных пушек до больших кораблей. Компания базируется на огромном космическом корабле на фоне кибер городов. Система обладает низкой степенью защиты, её несколько раз взламывали Король Дидиди и Накл Джо. Главным сотрудником является продавец, через которого с предприятием контактирует Король Дидиди. Компания разрушена в последнем эпизоде аниме Kirby: Right Back at Ya!. Основным продуктом компании являются монстры, часто продаваемые по завышенным ценам. Хотя они рекламируются как полезные, их конечная цель — разрушение и устранение Кирби. Немногие монстры являются действительно полезными, это противоречит стратегии компании. Редкие монстры являются контрактными и вынуждены работать на компанию поневоле. Нередко монстры продаются клиентам в малом размере, они увеличиваются до нормального размера впоследствии. Предприятие Кошмара способно превращать в монстров кэппийцев, животных и неодушевлённые предметы. Помимо монстров, предприятие также производит оружие, корабли, роботов и всевозможные инструменты для ведения войны и продукты питания. Предприятие Кошмара владеет, по крайней мере, одной крупной сетью — сеть Nightmare Network, которая транслирует в эфире свою продукцию во всей вселенной. Это преимущественно фильмы с большим бюджетом и телевизионные программы — особенно участием монстро. Программы не транслируются в Кэппи Городе, хотя Дидиди утверждал, что он взломал систему, чтобы получить их программы не один раз. Предприятие иногда финансирует небольшие студии и позволяет аниматорам транслировать свои шоу на своем канале, но штрафы за нарушение какого-либо контракта с ними или задержку выплаты являются достаточно серьезными. Название компании в американском дубляже — «NME», созвучно с английским словом «враг» («enemy»). |                                       |                       |             |     |                                 |
| |                                       |                       |             |     |                                 |
| Продавец Предприятия Кошмара | カスタマーサービス Касутама: са: бису | NME Salesman          | Гуманоид    | М   | Kirby: Right Back at Ya! (2001) |
| Продавец Предприятия Кошмара (или просто Продавец (англ. Salesman) (Сервис Обслуживания (англ. Customer Service) в Японии) — специалист, занимающий второй по значению пост в компании и несёт ответственность за привлечение денег. Он продаёт монстров Королю Дидиди через интернет, а иногда подбрасывает сценарии устранения Кирби. Продавец всегда доступен круглосуточно, но однажды король Дидиди вызвал его во время обеденного перерыва. Он иногда отказывается от просьб короля из-за его неоплаченных счетов. Он (или Кошмар) даже посылает призрака, чтобы сокровища Дидиди. Посылая монстра для устранения Кирби, продавец всегда маскирует его под хороший подарок. В японском оригинале продавец говорит вежливо, но не упускает случая оскорбить клиента, в том время как в американском дубляже он похож по манере речи на типичного продавца подержанных автомобилей. Он очень умело манипулирует королем Дидиди, чтобы максимизировать прибыль компании, но король не замечает этого и считает, что между ними взаимное доверие. Эскаргун знает это и пытается сделать все возможное, чтобы Король Дидиди пересмотрел некоторые из своих решений но его усилия всегда напрасны. До заключительного эпизода показывалась лишь верхняя часть тела, что создавало иллюзию того, что он высокий. В финале аниме он показан очень коротким. Дидиди решил отомстить продавцу и попросил шеф-повара Кавасаки приготовить омерзительную пищу, которой король кормил продавца. После победы Кирби над Кошмаром продавец убегает в неизвестном направлении. Король Дидиди пытается ему дозвонится, но безуспешно. Продавец имеет камео в игре Kirby Mass Attack. Озвучен Бандзё Гинга в японском оригинале и Дэном Грином в американском дубляже. |                                       |                       |             |     |                                 |